# 산토리니 국제공항

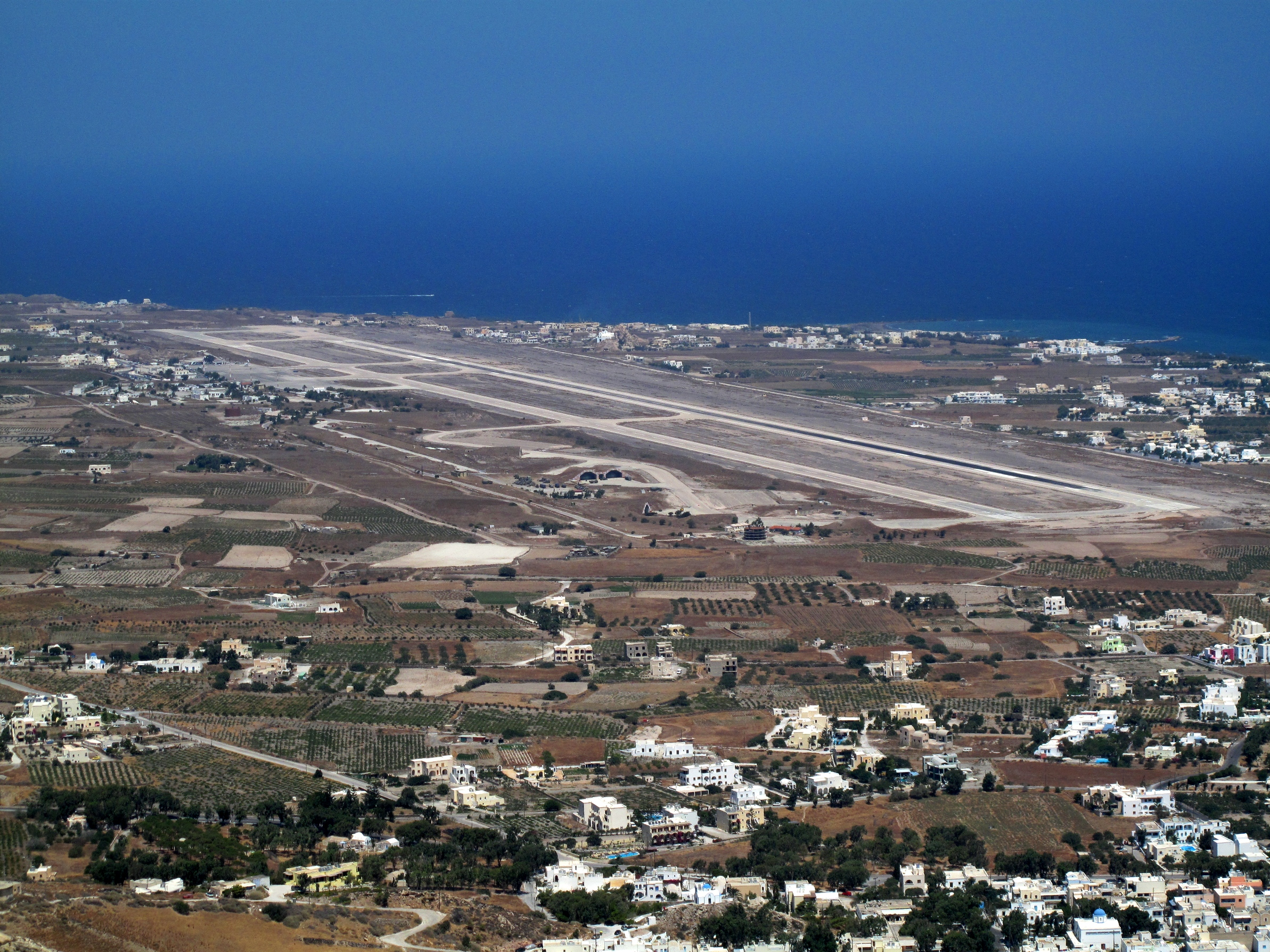

산토리니 국제공항(Santorini (Thira) International Airport, IATA: JTR, ICAO: LGSR) 또는 산토리니 국립공항(Santorini (Thira) National Airport)은 카마리시 북부에 위치한 산토리니섬의 공항이다. 이 공항은 군용 공항이자 민간 공항이다. 2018년 기준으로 이 공항은 동시에 최대 6개의 민간 항공기만 수용할 수 있었다.
이 공항은 1972년 운행을 처음 시작했다.